# Култ
Култ је друштвена група која је дефинисана по својим необичним религиозним, духовним, или филозофским ставовима, или по свом заједничким интересу за одређену личност, предмет или циљ. Овај смисао појма је контроверзан и има дивергентне дефиниције у популарној култури и у академији, а такође је био и континуирани извор размирица међу научницима у више области студирања. Он се обично сматра пејоративном. Под појмом култ се подразумевају и учења или мистични, религиозни атрибути који се придају неким стварима, људима или животињама. Култови не морају бити религиозни, али када појам употребљавају власти и црква најчешће се односи на њих.
У социолошкој класификацији религиозних покрета, култ је друштвена група са социјално девијантним или новим веровањима и праксама, иако је то често нејасно. Други истраживачи представљају мање организовану слику култова, наводећи да они настају спонтано око нових веровања и пракси. Групе за које се каже да су култови су у опсегу величина од локалних група са неколико чланова до међународних организација са милионима припадника.
Почев од 1930-их, култови су постали предмет социолошког проучавања у контексту проучавања религиозног понашања. Од четрдесетих година 20. века хришћански контракултни покрет се супротстављао неким сектама и новим религијским покретима и означавао их је култовима због њихових „нехришћанских” неортодоксних веровања. Секуларни антикултни покрет започео је 1970-их и супротставио се одређеним групама, често их оптужујући за контролу ума, и делом је био мотивисан реакцијом на дела насиља која су починили неки од њихових чланова. Неке тврдње и акције антикултног покрета оспорили су научници и медији, што је довело до даљњих контроверзи у јавности.
Старији смисао те речи је скуп религиозних побожних пракси које су у њиховој култури уобичајене и повезане са одређеном фигуром, и често повезане са одређеним местом. Упућивања на „култ”, на пример одређеног католичког светитеља, или царски култ древног Рима, користе овај смисао те речи.
Док дословни изворни смисао те речи остаје у употреби, изведен осећај „претеране побожности” настао је у 19. веку. Изрази култ и култисти ушли су у употребу у медицинској литератури у Сједињеним Државама током 1930-их за оно што би се сада звало „исцељење вером”, посебно у облику у коме се практикује у покрету Светости у САД. Ова употреба је у то време доживела пораст популарности, а проширила се и на друге облике алтернативне медицине.

## Дефиниција
Реч „култ” често носи погрдне конотације. То је одувек било контроверзно, јер се (у пејоративном смислу) сматра субјективним изразом, коришћеном као ad hominem напад на групе са различитим доктринама или праксама.
Током 1970-их, са успоном секуларних антикултних покрета, научници (али не и општа јавност) почели су да напуштају термин „култ”. Према Оксфордском приручнику о религиозних покрета, „до краја деценије, термин нове религије је практично заменио култ у описивању свих оних преосталих група које се нису лако уклопиве под ознаку цркве или секте.”

## Разлика између култа и обреда
Култ је сложенији од обреда, јер култ осим практичне стране религије укључује и духовну страну. Зато је веома тешко разликовати култ од саме религије. Осим наведене разлике између култа и обреда, Емил Диркем наводи још једну. Наиме, за разлику обреда, где се низ практичних активности врши у ситуацијама које временски нису тачно утврђене (као што је венчање или сахрана), култна активност је тачно временски утврђена. На пример, слава Св. Димитрија је сваке године 8. новембра.

## Култ и религија
Култ би представљао обожавање или обоготворавање, а према предмету обожавања, могу се разликовати култ природе и култ предака. У првом случају је предмет обожавања неки предмет или биће из природе, а у другом душа или дух предака (кости или мошти, реликвије, гробови). С обзиром да се култ везује за обожавање нечега што је доступно чулима, карактеристичан је за природне, паганске или политеистичке религије. Култ се ипак одржао и у монотеистичким религијама; у хришћанству постоји обожавање икона и моштију, а у исламу свети камен. Неки научници сматрају да је свака религиозна делатност истовремено и култна, па он важи за све религије, без обзира да ли су моно- или поли-теистичке. Паул Тилих сматра да култ представља (поновно) успостављање везе између људи и божанстава, односно Бога.

## Култ и мит
Готово у свим древним културама постоје два основна култа: култ природе и култ предака. Та два култа представљају темељ првобитних религија: натуризма и анимизма у којима су имплицитно садржана два облика филозофског учења: материјализам и идеализам.
У темељу две кинеске школе мишљења: таоизма и конфучијанства су се налазила два најстарија култа у Кини, који су у ствари култ природе и култ предака.
У старој Грчкој су се развила три најважнија култа почевши архајског периода када сваки град добија свог бога заштитника: дионизијски култ, аполониски и орфејски. Први је оргијастички култ бога Диониса, који је можда установљен још у микенско доба, јер је име овог божанства препознато и на таблицама писаним линеарним Б писмом. Поштоваоци овог божанства су биле углавном жене које су називане менаде или баханаткиње. Како би се са њим сјединиле, оне су у екстази комадале дивљач (спарагмос) и јеле живо месо (омофагија). То су чиниле по падинама Китерона и Парнаса. Као реакција на овај култ, развијао се култ бога Аполона. Овај култ се битно разликовао од претходног, јер је позивао на разум и ред. Сличан аполониском култу, био је и орфички, који је настао по узору на легендарног певача Орфеја. У основи овог култа је био став да је само душа божанска, док је тело њена „тамница“ и „извор свеколиког зла“. Средњовековна хришћанска религија се базирала управо на овом ставу и Платоновом идеализму. Противник оваквог учења био је Ниче, који је подржавао дионизијски принцип. Од филозофа старог доба, дионизијски принцип су подржавали Талес, Демокрит, Леукип и Епикур.